# Jónas frá Hriflu
Jónas Jónsson, kendt som Jónas frá Hriflu, (født 1. maj 1885 i Hriflu, død 19. juli 1968) var en islandsk underviser, folkeoplyser og politiker, der er regnet for en af de mest indflydelsesrige personer i det 20. århundredes islandsk kulturliv og politik. Han var oprindelig lærer og skolebogsforfatter, men gik siden ind i politik. Han var formand for Fremskridtspartiet 1934-44, og justits- og kirkeminister 1927-32.
Jónas blev født i Hriflu i Sudur-Þingeyjarsýsla. Han gik i Möðruvalla Skole og søgte om at komme på latinskolen i Reykjavík i 1905, men havde ikke råd til at betale skolepengene, da hans familie havde sparet penge nok op blev han afvist af rektor Steingrímur Thorsteinsson for at være for gammel.
I stedet tog han på Askov Højskole i Danmark, og flyttede derefter til England for at studere ved Ruskin College i Oxford, der var kendt for at modtage studerende fra arbejderklassen. Ved hjemkomsten til Island i 1909 fandt han sig selv i opposition til den gruppe af nyrige islændinge, der havde sat sig på magten efter indførelsen af hjemmestyret i 1904, og blev involveret i politik. Han blev valgt til Altinget i 1922 for det liberale bondeparti Fremskridtspartiet og sad i tinget indtil 1949. Han var justitsminister i 1927-32 og partiformand 1934-44.

## Indflydelse
Jónas var forfatter af "den uhyre indflydelsesrige grundbog" Íslandssaga handa börnum ("Islands historie for børn"), der udkom i to bind i Reykjavík 1915-16. Lærebogen formede den "historieforståelsen for generationer af islændinge", indtil 1970'erne, da den ikke længere blev brugt i undervisningen. Ifølge hans lærebog havde islændingene en særlig status, da de nedstammede fra efterkommere af de nordmænd, der flygtede fra kong Harald Hårfagers tyranni, hvilket kun de mest hårdføre og frihedselskende nordmænd gjorde; i kombination med den barske natur producerede disse udsøgte gener den "enestående islandske nation". Øens økonomiske velstand, argumenterede han, skyldes dens uafhængighed fra Danmark.
Han var desuden en ledende drivkraft i Fremskridtspartiet i dets storhedstid, og med til at definere parties ideologiske fundament ved at tilføre en stærk folkelig nationalisme og et anti-elitært element til de agrare interesser og liberale idealer.